# Shigeru Nakahara
Shigeru Nakahara (中原 茂?, Nakahara Shigeru; Kanagawa, 22 gennaio 1961) è un doppiatore giapponese. Lavora per la Vi-Vo (in precedenza Sigma Seven).

## Ruoli principali
- Another Century's Episode 2 (Sho Zama, Trowa Barton)
- Arion (Arion)
- Aura Battler Dunbine (Sho Zama)
- Biker Mice from Mars (Vinnie)
- Bosco Adventure (Frog)
- Captain Tsubasa (Mamoru Izawa, Taichi Nakanishi),
- Dancougar (Masato Shikibu)
- Darker than Black (Nick Hillman)
- Dogs: Bullets & Carnage (Giovanni)
- Dragon Ball Z - La storia di Trunks (C-17)
- Dragon Ball Z (C-17)
- Dragon Ball Kai (C-17)
- Dragon Ball GT (C-17, C-17 dell'inferno, Super C-17)
- Dragon Ball Super (C-17)
- Gundam Wing (Trowa Barton)
- Harukanaru toki no naka de (Ten no Byakko (Fujiwara no Takamichi, Fujiwara no Yukitaka, Arikawa Yuzuru)
- Hello! Lady Lynn (Arthur Drake Brighton)
- Legend of the Galactic Heroes (Franz Varlimont)
- Oh! Family (Kay Anderson)
- Otaku no Video (Hino)
- Panzer Dragoon II: Zwei (Lundi)
- Scuola di polizia (Proctor)
- Saint Seiya (Megres, Pegasus Nero e Shadir)
- Shin Captain Tsubasa (Shun Nitta),
- Sengoku Basara (Mouri Motonari)
- Yu Yu Hakusho (Yoko Kurama)
- Tales of Graces (Lamda)
- Tekkaman Blade (Levin (Maggie nella versione internazionale))
- TUGS (Ten Cents)